# Mogral
Mogral es una ciudad censal situada en el distrito de Kasaragod en el estado de Kerala (India). Su población es de 8912 habitantes (2011). Se encuentra a 7 km de Kasaragod y a 42 km de Mangalore.

## Demografía
Según el censo de 2011 la población de Mogral era de 8912 habitantes, de los cuales 4223 eran hombres y 4689 eran mujeres. Mogral tiene una tasa media de alfabetización del 89,85%, inferior a la media estatal del 94%: la alfabetización masculina es del 94,05%, y la alfabetización femenina del 86,18%.